# Biserica medievală din Viișoara, Mureș
Biserica evanghelică din Viișoara este un monument istoric aflat pe teritoriul satului Viișoara, comuna Viișoara. În Repertoriul Arheologic Național, monumentul apare cu codul 120227.02.